# Sebastian Graage
Sebastian Graage ist ein deutscher Redakteur, Regisseur und Podcaster.

## Leben
Beim Gosling-Gate im Rahmen der Goldenen-Kamera-Verleihung, das mit dem Grimme-Preis 2018 in der Kategorie Unterhaltung ausgezeichnet wurde, war Graage Mitglied der vierzehnköpfigen Redaktion von Florida TV.
Seit Dezember 2020 ist er gemeinsam mit Thomas Martiens und Frank Tonmann in dem Podcast Eulen vor die Säue zu hören.

## Filmographie (Auswahl)
Regisseur
- 2017: Werbeclip Lidl – Weihnachten muss nicht teuer sein
- 2017: LBS – Der inoffizielle Mietreport 2017[3]
- 2022: Greenforce[4]

Drehbuchautor
- 2021: Check Check (2 Folgen, gemeinsam mit Maximilian Williams: )[5][6]

Gastauftritte
- seit 2013: Das Duell um die Welt
- 2013–2017: Circus HalliGalli
- 2018–2025: Late Night Berlin
- seit 2019: Joko & Klaas gegen ProSieben
- 2019: Werbeclip Porsche – Weniger Dreh, mehr Drehmoment[7]
- 2021: Check Check (Fernsehserie)
- 2025: Experte für alles (ProSieben)

## Auszeichnungen
- 2018: Art Directors Club (Silver) für Lidl – Weihnachten muss nicht teuer sein
- 2018: London International Award (Gold) für Lidl – Weihnachten muss nicht teuer sein
- 2018: Epica Award (Shortlist) für Lidl – Weihnachten muss nicht teuer sein
- 2018: Eurobest Award (Bronze) für Lidl – Weihnachten muss nicht teuer sein[8]